# 加洛林磅
加洛林磅（拉丁語：pondus Caroli），也称为查理曼磅，是查理曼统治时期出现的一种重量单位。它既用作货物重量单位又用作货币重量单位。一加洛林磅约为408克，它在公元794年左右作为查理曼货币改革的一部分被引入。
加洛林磅在整个加洛林帝国内使用，并在较小程度上适用于之后的奥托王朝统治下的神圣罗马帝国。1024年开始的萨利安王朝统治下，科隆马克（相当于加洛林磅的57.6%）被引入并成为主要的货币重量单位。

## 起源
查理曼磅最早可以追溯到一份手稿以及794年法兰克福会议的报告。其中规定一磅白银制造240枚第纳里乌斯（Dinarius）银币。
虽然可能存在几个百分点的误差，但查理曼磅的原始重量仍可以通过对保存下来的加洛林时代的银币称重来确定。在文献中，查理曼磅通常被确定为408.25克或408克。后者相当于一枚加洛林时代的第纳里乌斯（Dinarius）银币重1.7克。

## 衍生

### 法国
从12世纪中叶开始，法国出现了几种加洛林磅的变体。古代法国的重量单位“磅”和记账用的货币单位“里弗尔”拼写完全相同，都为Livre。货币单位中的一里弗尔最初即指一磅白银，或240个但尼尔银币（Denier，Dinarius的变体）。

### 英国
英国的金衡制系统可能起源于法国特鲁瓦，英国商人最早在9世纪初就在那里进行贸易。